# Movies for the Blind
Movies for the Blind (engl. für: „Filme für die Blinden“) ist das Debütalbum des US-amerikanischen Rappers Cage. Es wurde am 6. August, 2002 über The High & Mightys Label
Eastern Conference Records veröffentlicht.

## Covergestaltung
Das Albumcover zeigt auf der linken Hälfte ein Filmplakat mit dem Schriftzug „Now Showing Cage's Movies for the Blind“ und ein Bild, welches stark an das Logo des Films Sie leben von John Carpenter erinnert. Auf der rechten Hälfte ist der Eingang eines Kinos und eine davor wartende Menschenschlange zu sehen.

## Tracklist
| #   | Titel                           | Gastbeiträge       | Produzent                | Länge |
| --- | ------------------------------- | ------------------ | ------------------------ | ----- |
| 1.  | Morning Dips                    |                    | DJ Mighty Mi             | 1:10  |
| 2.  | Escape to '88                   |                    | DJ Mighty Mi             | 3:45  |
| 3.  | (Down) The Left Hand Path       |                    | Red Spyda                | 4:05  |
| 4.  | Teen Age Death                  |                    | Camu Tao                 | 4:10  |
| 5.  | Too Much                        |                    | The Ghetto Professionals | 4:05  |
| 6.  | In Stony Lodge                  |                    | J-Zone                   | 3:34  |
| 7.  | Probably Causes Paranoia (Skit) |                    | DJ Mighty Mi             | 0:55  |
| 8.  | The Soundtrack...               |                    | DJ Mighty Mi             | 2:57  |
| 9.  | Among the Sleep                 |                    | RJD2                     | 3:50  |
| 10. | Agent Orange                    |                    | Necro                    | 5:11  |
| 11. | A Suicidal Failure              |                    | DJ Mighty Mi             | 4:30  |
| 12. | CK Won                          |                    | DJ Mighty Mi             | 3:32  |
| 13. | Unlike Tower 1                  | Mr. Eon, Copywrite | DJ Mighty Mi             | 4:28  |
| 14. | Under Satan's Authority (Skit)  |                    | DJ Mighty Mi             | 0:45  |
| 15. | A Crowd Killer                  |                    | DJ Mighty Mi             | 3:03  |
| 16. | The Right Out (Skit)            |                    |                          | 0:48  |
| 17. | Holdin' A Jar 2                 |                    | El-P                     | 3:46  |
| 18. | Pussy, Money and War            | Copywrite          | DJ Mighty Mi             | 3:37  |

## Kritiken
Das Album wurde durchschnittlich bis Positiv bewertet.
- Laut.de vergab vier von fünf möglichen Punkten. Das Album wird gelobt, die starke Ähnlichkeit zu Eminem aber leicht negativ erwähnt.[1]

„Das Mitglied der Smut Peddlers kommt aber im Gegensatz zu seinem Lieblingsfeind Slim Shady ohne jeglichen MTV-Mass Appeal aus. [...] 
Cage reißt da lieber mit verstörender Selbsterkenntnis der weißen US-Fratze die Maske vom Gesicht und stellt die vordergründig moralische Zivilisation als schmutziges, unmenschliches Gebilde bloß. [...]
Und obwohl Cage in diversen Hooks arg nach Eminem klingt, lässt er sich mit der Zeile "... a suicidal failure like shadys ex-wife..." zu guter Letzt doch noch zu einem direkten Seitenhieb auf den Detroiter Blondschopf hinreißen.“

- Allmusic vergab 3/5 Punkten.[2]
- RapReviews vergab 4/5 Punkten.[3]